# Sisport
La Sisport, precedentemente nota come Sisport Fiat, è una società polisportiva di Torino appartenente a Stellantis.

## Storia
Il sodalizio fu fondato il 5 febbraio 1922 in seno alla casa automobilistica FIAT, col nome di Gruppo Sportivo FIAT. Per decisione delle autorità fasciste cambiò poi nome in Dopolavoro FIAT, riprendendo quindi la denominazione originaria nel 1945 alla caduta del regime. Nel 1978 adottò la denominazione corrente. La società vanta l'attribuzione della stella d'oro al merito sportivo del CONI.

## Attività

### Calcio
La sezione calcio vinse il campionato piemontese di Terza Divisione 1924-1925 e venne promossa in Seconda Divisione 1925-1926, all'epoca torneo cadetto della piramide calcistica italiana. I torinesi debuttarono molto bene in campionato, ma vennero alla fine beffati da una riforma dei campionati: infatti, nonostante un buon sesto posto nel girone C, i piemontesi in dirittura d'arrivo non riuscirono a accedere al nuovo campionato cadetto (l'ex Seconda Divisione ridenominato dalla stagione successiva Prima Divisione) e vennero retrocessi nella nuova Seconda Divisione, ora terzo livello dei campionati. In poche stagioni i torinesi scesero dai campionati interregionali a quelli regionali; ritornarono in Serie C nella stagione 1938-39 ma furono subito retrocessi, dopo appena una stagione, in Prima Divisione Regionale. Da allora non riuscirono più a risalire tra i professionisti.
Per quanto concerne il supporto logistico fornito ad altre realtà calcistiche torinesi, gli impianti Sisport hanno ospitato a più riprese gli allenamenti della Juventus (a Orbassano dal 1990 al 1994, e in via Guala dal 2003 al 2006) e del Torino (a Orbassano, prima solo in via momentanea e poi definitivamente dal 1994 al 2003 e dal 2004 al 2006, e in corso Unione Sovietica dal 2006 al 2017). Nella stagione 2017-2018 la struttura di via Olivero ha ospitato gli allenamenti della prima squadra femminile juventina, oltre agli allenamenti e alle partite casalinghe della relativa squadra Primavera.

### Pallacanestro femminile
Risultati di molto migliori li ottenne la sezione pallacanestro. La squadra femminile di basket vinse più volte lo scudetto, ben cinque - nel 1962, 1963, 1964, 1979, 1980 - e una Coppa dei Campioni d'Europa nel 1980. Al suo attivo anche 2 titoli nazionali giovanili: Allieve 1969 e Ragazze 1975.

### Pallanuoto maschile

Giampiero Boniperti (primo da destra), amministratore delegato della polisportiva, e l'ingegnere Vittorino Pollo (secondo da sinistra), direttore di Fiat Ricambi, premiano i pallanuotisti Alberto Alberani (primo da sinistra) e Paolo Ragosa (secondo da destra) della Sisport Fiat Ricambi, reduci dalla vittoria ai campionati mondiali 1978 di Berlino Ovest con la nazionale italiana

La squadra di pallanuoto del Centro Sportivo Fiat ha partecipato a sei edizioni del campionato di Serie A, raggiungendo i migliori risultati nel 1971 e nel 1980, classificandosi al 2º posto. Al termine di quest'ultimo campionato cessò l'attività e la sua eredità venne raccolta da una nuova società, Torino '81.

### Nuoto
La squadra di nuoto vanta molti risultati di prestigio internazionale nei decenni, con l'apice raggiunto da Alessio Boggiatto, iridato al mondiale di Fukuoka 2001 e medaglia d'oro all'europeo di Berlino 2002.

### Pallavolo maschile
Della squadra di pallavolo maschile si ha solo notizia di una sua partecipazione al primo campionato nazionale nel 1946, classificandosi al 4º posto del girone finale.

### Rugby
La squadra di rugby ha partecipato a due campionati di serie A nel 1929-30, classificandosi al 4º posto (ultimo) del Gruppo B, e nel 1930-31, venendo eliminata al primo turno.

### Altri sport
Altre sezioni degne di nota sono quella dei canottieri (inaugurata il 29 ottobre 1922; vinse il campionato italiano nel 1932 e nel 1933) e quella di ginnastica (che al Concorso internazionale di Ginnastica, svoltosi a Firenze nel 1924, ricevette la Corona di alloro per eccellenza essendosi piazzata al primo posto tra le Squadre Aziendali e al decimo nella graduatoria generale).
Il CSR Fiat è stato inoltre Campione d'Italia di tamburello nel 1960 e più volte campione d'Italia di società di atletica leggera, sia tra gli uomini che tra le donne.

## Strutture
La società gestisce due impianti d'uso multidisciplinare siti nel quartiere torinese del Lingotto e nel comune di Settimo Torinese, occupando una superficie complessiva di 180000 m². Entrambi sono stati anche usati in diversi periodi per rifiniture da diverse società sportive piemontesi, quali la squadra maschile, femminile e le giovanili della Juventus, la prima squadra e le giovanili del Torino, nonché le prime squadre dell'Auxilium Torino e del Torino CUS, oltreché sede di competizioni internazionali quali il Grand Prix di Scherma. L'impianto sito in Torino ha ospitato per molti anni gli allenamenti della locale Sezione Arbitri.
Tra i due impianti ci sono, tra l'altro:
- Nuoto:[21][22]
  - 2 vasche indoor da 50 metri;
  - 1 vasca indoor da 25 metri;
  - 1 vasca indoor/outdoor da 50 metri;
- Tennis:[21][22]
  - Tre campi in terra rossa illuminati;
  - Sei campi in sintetico scoperti illuminati;
  - Un campo in cemento scoperto non illuminato;
  - Cinque muri per il palleggio;
  - Sei campi in gomma sportflex coperti;
  - Sei campi in terra rossa coperti;
  - Un campo in gezolastic coperto.
- Sport acquatici:[21][22]
  - Due vasche olimpiche, di cui una è coperta e l'altra ha la coperta retrattile;
  - Una vasca dedicata alle attività di acquagym, aquacycling e all'acquaticità;
  - Una vasca coperta da 25 metri.
- Calcio:[21][22]
  - Quattro campi da calcio di 105 × 70 m, di cui due sono dotati anche di una tribuna in legno aperta al pubblico;
  - Tre campi da calcio a cinque in erba sintetica.
- Atletica leggera:[21][22]
  - Due piste outdoor in tartan da 400 m con un settore per il salto in lungo e in alto;
  - Un campo lanci;
  - Una pista da 60 metri.

In passato la Sisport ha gestito un altro centro con piscina a Torino, in Corso Moncalieri (sede fino all'inizio degli anni 2000 della sezione canottieri), e un impianto sportivo nel comune di Orbassano.